# Mañón
Mañón és un municipi de la província de la Corunya a Galícia. Pertany a la comarca d'Ortegal.
| 4.459 | 4.059 | 4.267 | 2.976 | 1.830 |
| Fonts: INE i IGE (Els criteris de registre censal variaren i les dades de l'INE i de l'IGE poden no coincidir.) |       |       |       |       |

## Parròquies
- Bares (Santa María)
- As Grañas do Sor (San Mamede)
- Mañón (Santa María)
- Mogor (Santa María), on es troba la capital, O Barqueiro.
- As Ribeiras do Sor (San Cristovo)

## Personatges de Mañón
- Federico Guillermo Maciñeira e Pardo de Lama, historiador i política (1870 - 1943).
- Lino Novás Calvo, escriptor (As Grañas do Sor, 1903 - Nova York, 1983)

## Galeria d'imatges

### Far d'Estaca de Bares

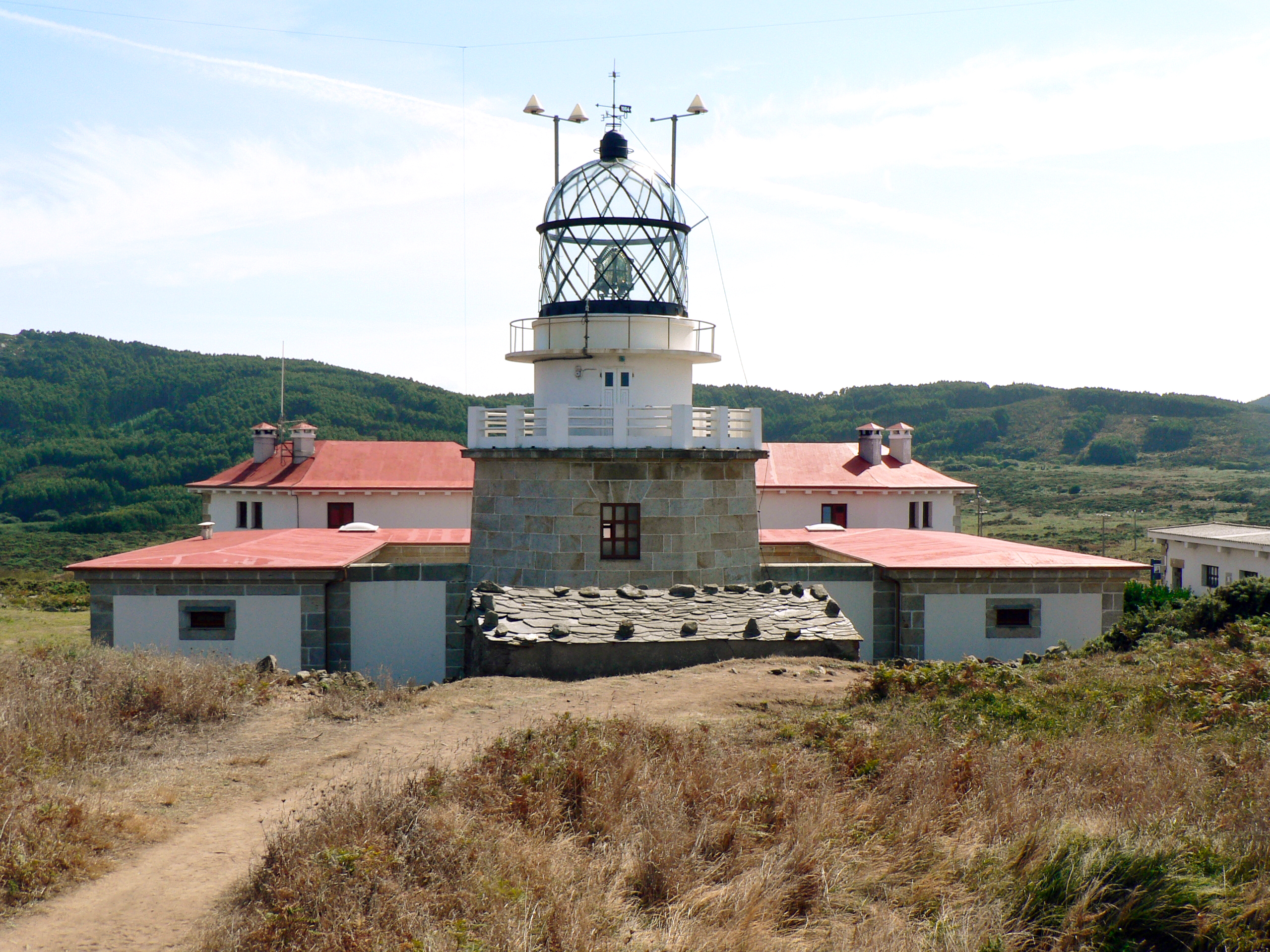
Far
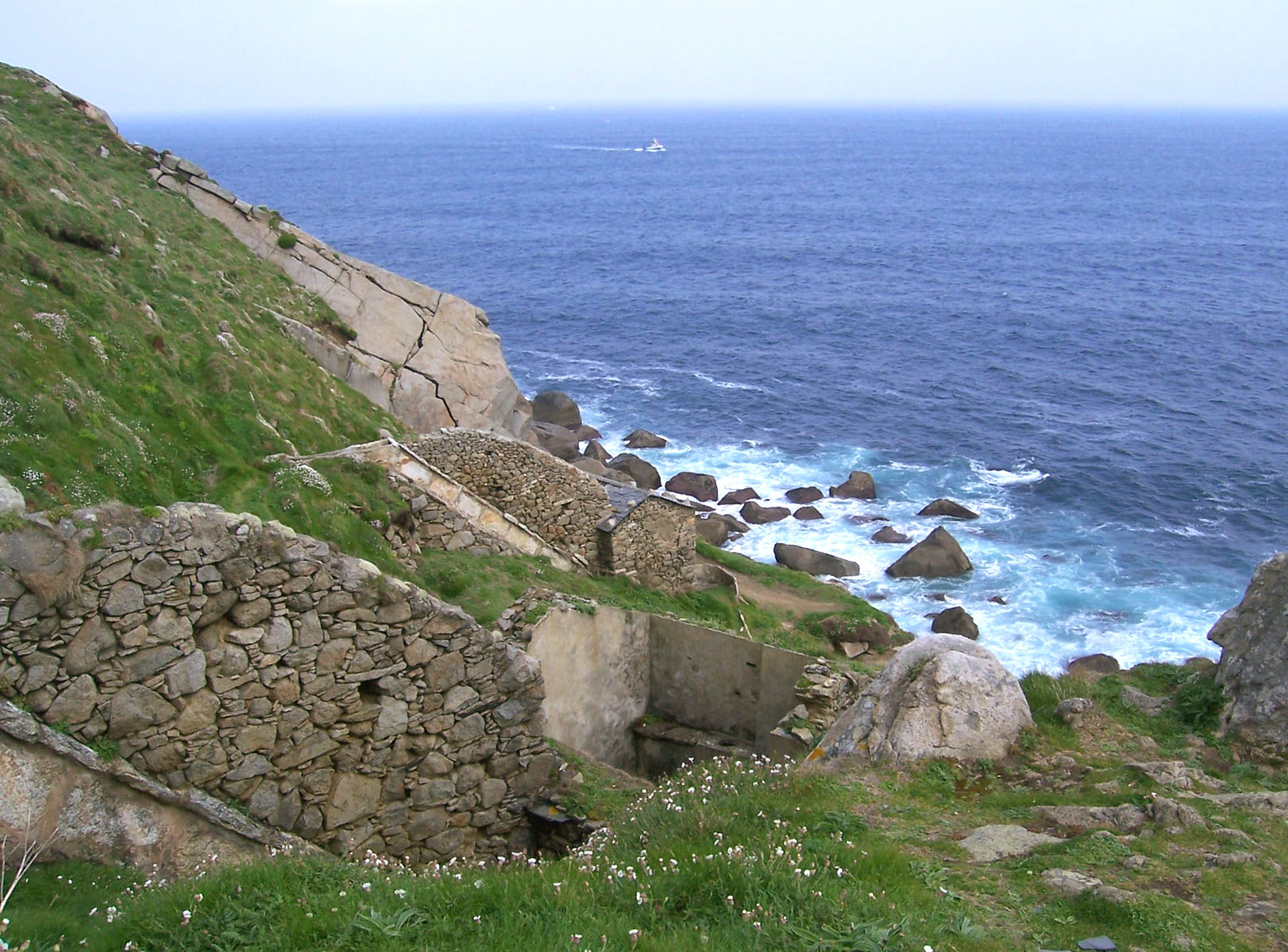
Sénia

### Port d'O Barqueiro

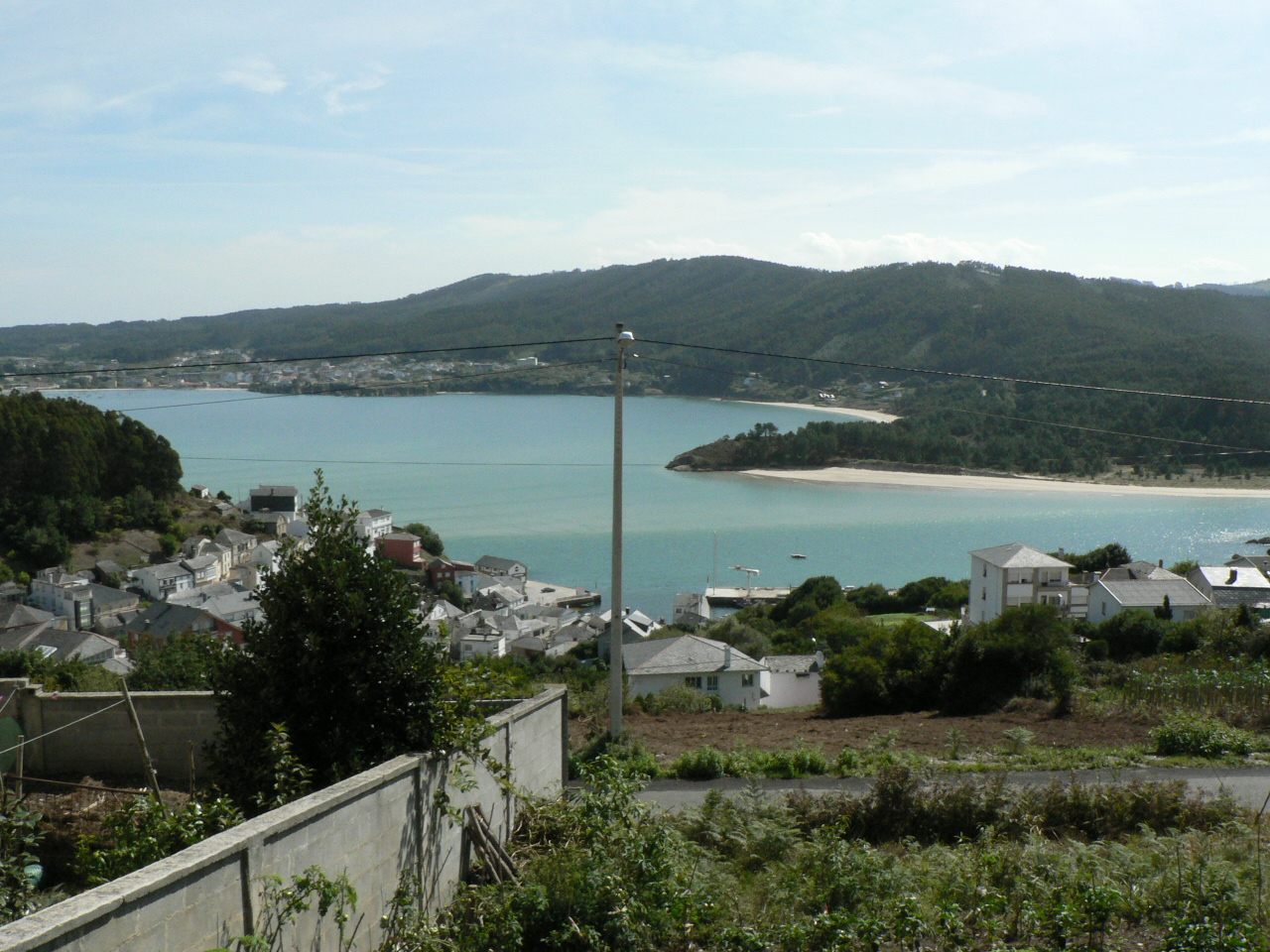
Panoràmica
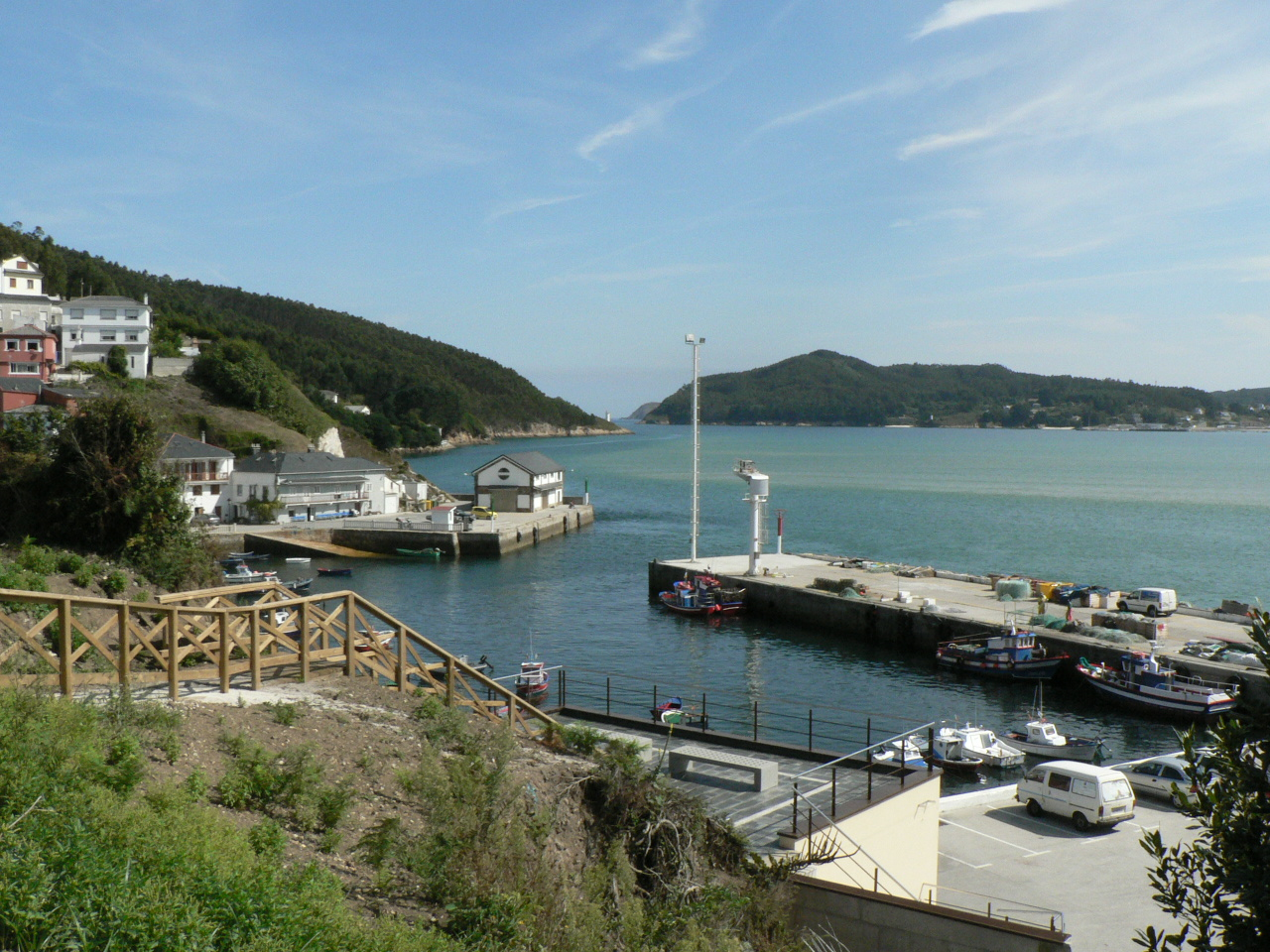
Vista del port
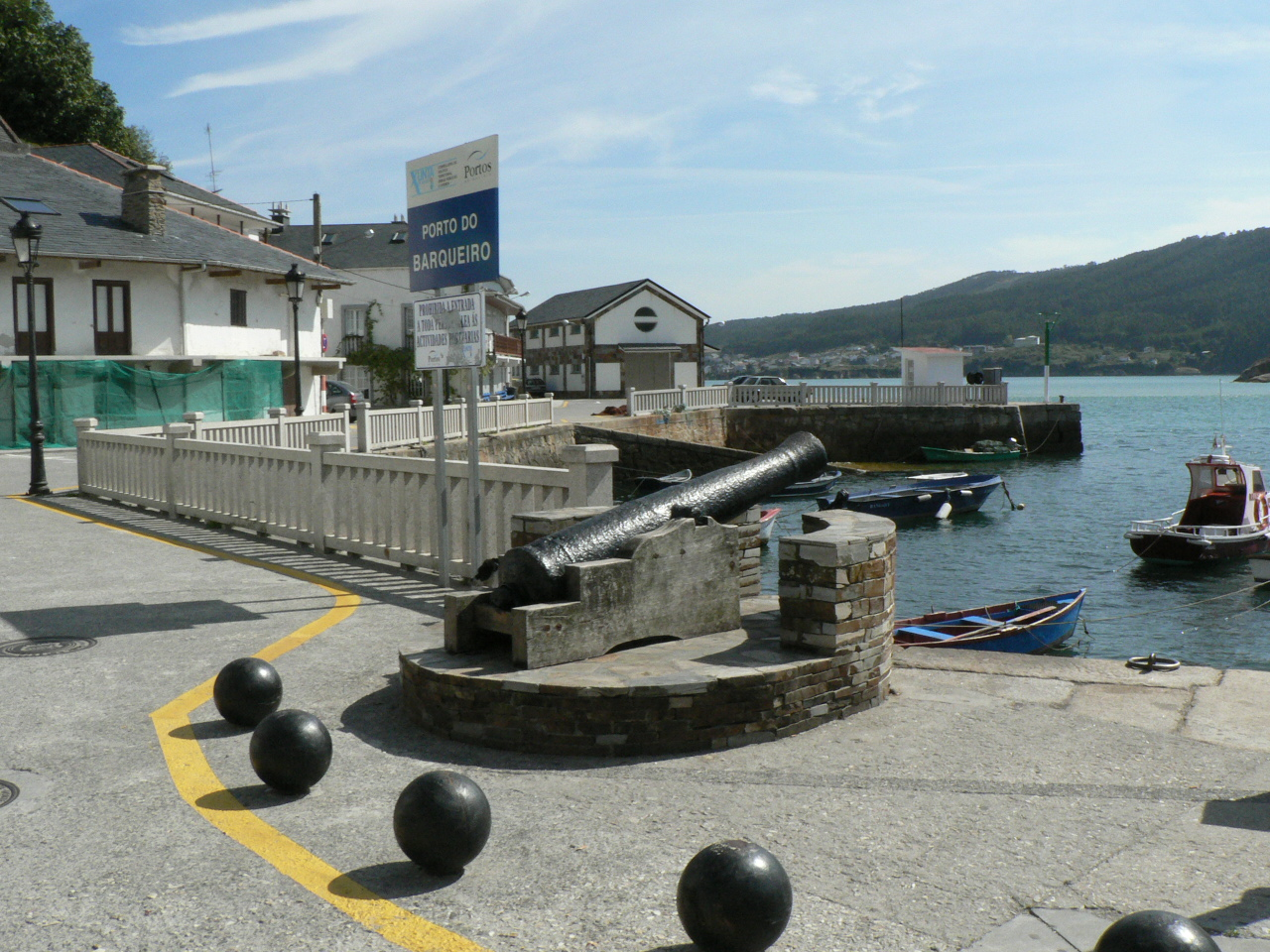
Un canó antic al port